# Josef Bock

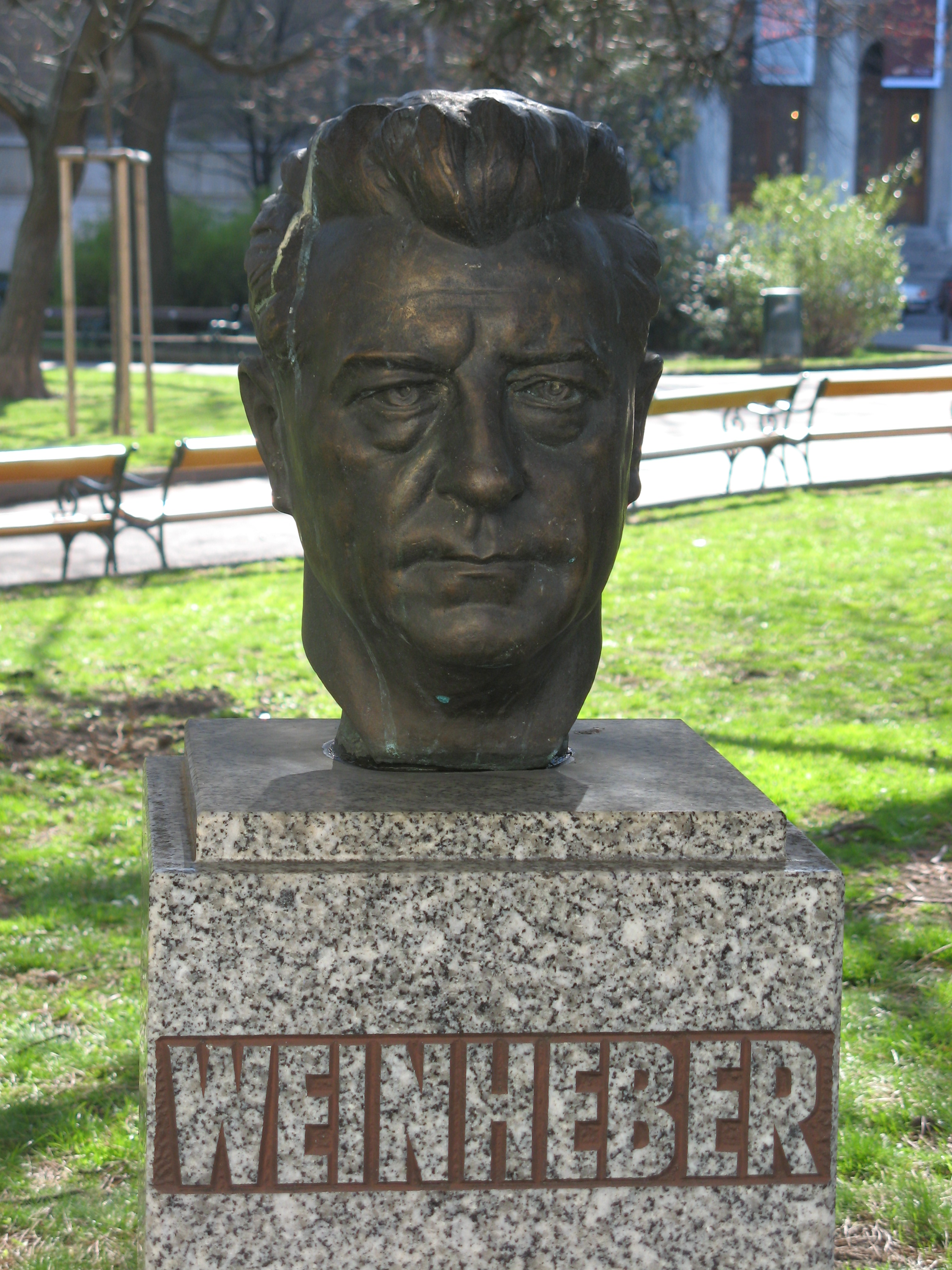
Büste Josef Weinheber (1940), Schillerpark in Wien

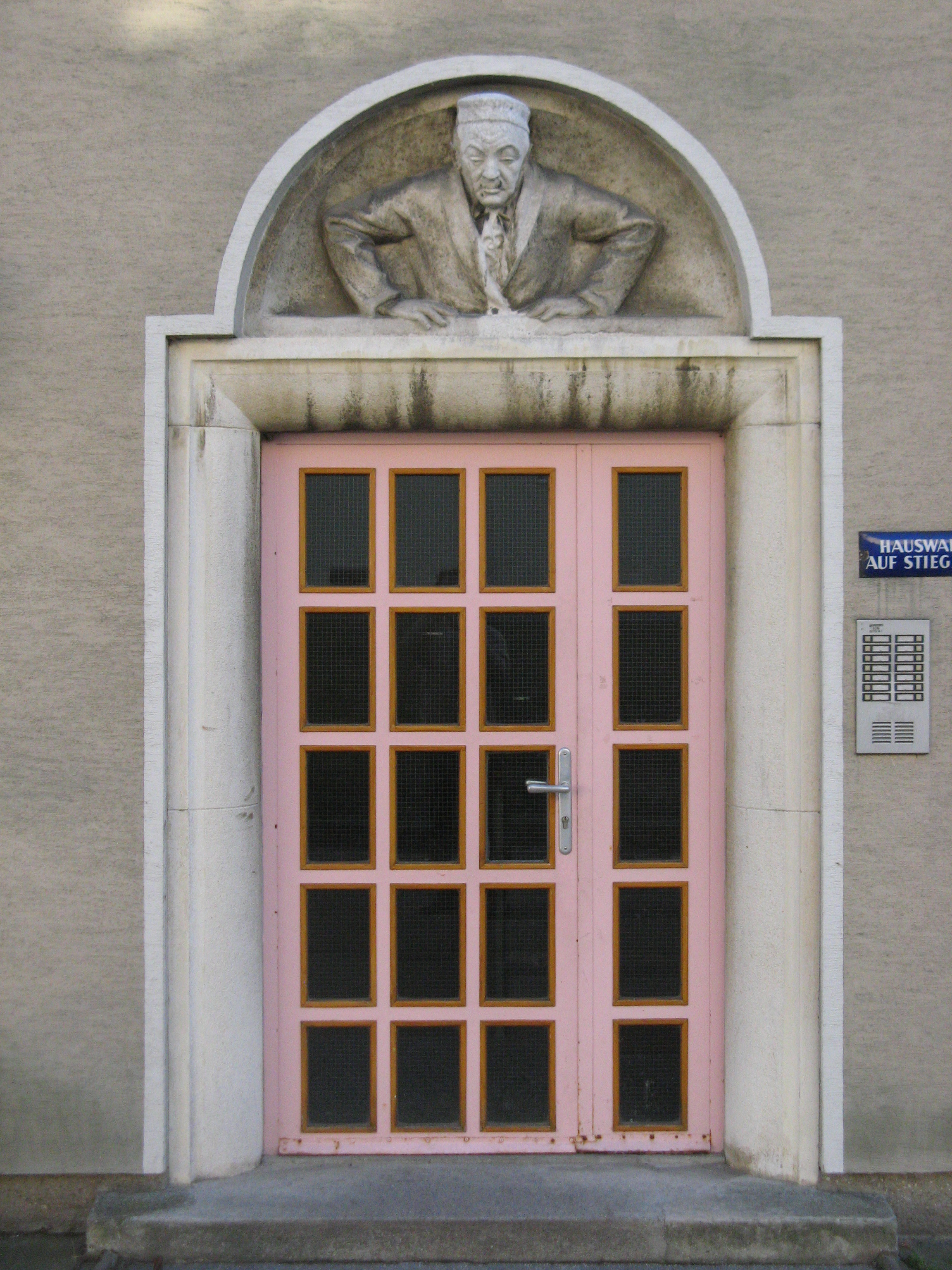
Fenstergucker (1954), Siedlung Wienerfeld-Ost, Wien 10

Josef Bock (* 11. Februar 1883 in Wien; † 15. Mai 1966 ebenda) war ein österreichischer Bildhauer.

## Leben
Josef Bock studierte an der Staatsgewerbeschule sowie im Anschluss daran ab 1904 an der Akademie der bildenden Künste Wien bei Hans Bitterlich und in der Meisterschule bei Edmund Hellmer. Von 1921 bis 1938 war er Mitglied der Secession, danach gehörte er dem Künstlerhaus an.
1927 kandidierte Bock auf der Wahlliste der Sozialdemokraten für die Bezirksvertretung Wien-Leopoldstadt.
Bock wurde nach seinem Tode auf dem Gersthofer Friedhof beigesetzt.

## Ehrungen
- Hofpreis 2. Klasse (1910)
- Stipendium aus dem Lederer-Fonds (1943)
- Olympiapreis, Los Angeles (1954)
- Berufstitel Professor (1957)

## Bedeutung
Josef Bock schuf zahlreiche Skulpturen aus Holz, Stein und Bronze. Der Schwerpunkt seines Schaffens lag dabei auf Porträt- und Kleinplastiken. Stilistisch war er vom ausklingenden Jugendstil geprägt.

## Werke
- Der Tod und das Mädchen, Skulptur (vor 1928)[2]
- Büste des Führers, Bronze, Wien, Michaelerplatz (1938)[3]
- Büste Josef Weinheber, Bronze, Wien, Schillerplatz (1940)
- Fenstergucker, Natursteinreliefs, Siedlung Wienerfeld-Ost, Wien 10 (1954)
- Weib auf Fisch, Bronze (1954)
- Skulptur, Landstraßer Hauptstraße 82, Wien 3
- Zwei spielende Bären, Naturstein, Schegargasse 17–19, Wien 19 (1959)

Neben Plastiken im öffentlichen Raum Wiens besitzt das Wien Museum Werke des Künstlers.